# ایستگاه بیهق
ایستگاه بیهق، روستایی از توابع بخش مرکزی شهرستان خوشاب در استان خراسان رضوی ایران است.

## جمعیت
این روستا در دهستان طبس قرار دارد و براساس سرشماری مرکز آمار ایران در سال ۱۳۹۰، جمعیت آن کمتر از ۳ خانوار بوده‌است.